# Liste prominenter Aborigines

## Prominente Aborigines
Es sind folgende prominente Aborigines, ohne Anspruch auf Vollständigkeit, aus folgenden Bereichen genannt:

### Kunst und Kultur
- Christina Anu von Torres Strait Island, Mitglied des Bangarra Dance Theatres
- Mark Atkins, international bekannter Didgeridoo-Spieler
- Wayne Blair, Regisseur des Films The Djarn Djarns, der 2005 auf der Berlinale den Kinderkurzfilmpreis erhielt
- Burnum Burnum, Aktivist, Schauspieler, Künstler, Autor, Lehrer und Geschichtenerzähler
- Destiny Deacon, Foto- und Objektkünstlerin, Teilnehmerin der Documenta 11
- Ernie Dingo, Film- und Fernsehschauspieler
- Richard Frankland, Sänger und Liedermacher, Autor und Regisseur
- Paul Goldman, Filmproduzent von Australian Rules
- David Gulpilil, Film- und Fernsehschauspieler
- Djalu Gurruwiwi, Ältester des Galpu Clan und traditioneller Spieler des Didgeridoo
- Emily Kngwarreye, Malerin, die mit die höchsten Preise erzielte
- Ruby Langford Ginibi, Schriftstellerin und Historikerin
- David Hudson, international bekannter Musiker, spezialisiert auf das Didgeridoo
- Deborah Mailman, Schauspielerin
- Jessica Mauboy, Sängerin und Schauspielerin
- Sally Morgan, Autorin und Künstlerin
- Mudrooroo, Autor und Drehbuchautor
- Albert Namatjira, Maler der Aborigines aus Zentralaustralien, der Mitte des 20. Jahrhunderts für seine sehr farbigen Landschaftsbilder berühmt wurde
- Vincent Namatjira, Künstler und Maler der Aborigines, Gewinner 2020 des Archibald-Kunstpreises
- Jimmy Pike, Maler
- Doris Pilkington, Schriftstellerin des Romans Rabbit-Proof Fence, der 2002 unter dem Titel Long Walk Home verfilmt wurde
- Clifford Possum Tjapaltjarri, Maler der Aborigines aus der Western-Desert-Region, der den Malstil der Punkte-Malerei entwickelte
- Archie Roach, Musiker und Liederschreiber des Songs Took the Children Away
- George Rrurrambu, Mitglied der Band Indigenous Roots
- Don Tjungurrayi, Maler
- Mandawuy Yunupingu, Mitglied der Band Yothu Yindi, „Australier des Jahres“ 1992, erster studierter Lehrer seines Volkes
- The Stiff Gins, eine Akustikgruppe
- Harold Thomas, Künstler, entwarf die Flagge der Aborigines.

### Geschichte
- Bennelong, wurde von den weißen Siedlern 1789 gefangen genommen und diente fortan als Vermittler zwischen den Kulturen, da er Englisch lernte.
- Barangaroo, Bennelongs Ehefrau, die den Weißen gegenüber kritisch blieb.
- Billibellary, unterzeichnete Bateman’s Treaty und half zunächst bei der Errichtung des Native-Police-Corps
- William Lanne, Berühmtheit als letzter „reinrassiger“ Tasmanier
- Mondalmi, Mitarbeiterin der Anthropologin Catherine Berndt
- Yagan (Noongar), gilt als Widerstandskämpfer aus dem 19. Jahrhundert.
- Pemulwuy, Aboriginesführer, vereinigte einige Stämme und startete den ersten Guerillakampf gegen die Kolonisatoren.
- Truganini, Berühmtheit als letzte „reinrassige“ Tasmanierin
- Windradyne, Kriegsführer der Wiradjuri

### Politik
- Alison Anderson ATSIC Commissioner als gewählter indigener Repräsentant
- Neville Bonner, erster Aborigine im australischen Parlament zwischen 1971 und 1985 für die Liberal Party (Australien)
- Ernie Bridge, ehemaliger Minister in Western Australia
- Linda Burnley, Mitglied des New South Wales Parliament, erste indigene Ministerin in NSW
- Adam Giles, erster Chief Minister im Northern Territory
- John Ah Kit, Deputy (stellvertretender) Chief Minister des Northern Territory
- Paul Coe, Aktivist für die Rechte der Aborigines
- Mick Dodson, Aktivist für die Rechte der Aborigines, Australian of the Year 2009
- Carol Martin, Mitglied des Western Australian Parliament
- Oodgeroo Noonuccal, politische Aktivistin und erste Aborigine-Frau, die ein Buch veröffentlichte
- Pat O'Shane, New South Wales Magistrat
- Aden Ridgeway, Mitglied der Australian Democrats und Senator für New South Wales
- Marion Scrymgour Die erste indigene Frau im Northern Territory Parliament und Ministerin

### Sport
- Graham Farmer, auch „Polly“ Farmer, ein Noongar, war einer der bekanntesten Spieler des Australian Football.
- Cathy Freeman, eine olympische Athletin, die bei den Olympischen Spielen 2000 in Sydney das olympische Feuer entzündete und im 400-m-Lauf die Goldmedaille gewann.
- Adam Goodes, Gewinner der Brownlow Medaille des Australian Football.
- Evonne Goolagong, Tennisstar, die sieben Grand-Slam-Turniere gewann.
- Patrick Johnson, Athlet. Er war der erste Nichtafrikaner, der den 100-Meter-Lauf in weniger als 10 Sekunden schaffte.
- Michael Long und Nicky Winmar, Australian Football.
- Patrick „Patty“ Mills, Basketballspieler in der NBA.
- Douglas Nicholls, ein Yorta Yorta und Footballstar. Später wurde er als Geistlicher akzeptiert und wurde der erste Gouverneur eines australischen Staates aus dem Volk der Aborigine.
- Lionel Rose, Boxer, erster Boxweltmeister der Aborigine (Bantamgewicht (WBA/WBC)).
- Gavin Wanganeen, Gewinner der Brownlow Medaille des Australian Football.
- Harry Williams, Fußballspieler, erster Aborigine, der für die australische Fußballnationalmannschaft spielte.
- Jade North, Fußballer, der erste Aborigine der Kapitän der Nationalelf wurde.

### Andere
- Maria Locke erste Aborigine, die einen Weißen legal heiratete
- Oodgeroo Noonuccal, Autor, Schauspieler, Lehrer
- Alf Palmer oder Jinbilnggay, der letzte Muttersprachler des Warrungu
- Charles Perkins, der erste Aborigine mit Universitätsabschluss, Fußballspieler, Schriftsteller
- David Unaipon, Prediger und Erfinder
- Stan Grant, Nachrichtensprecher des nationalen staatlichen Fernsehsenders SBS
- Karla Grant, Moderatorin beim nationalen staatlichen Fernsehsenders SBS
- Samantha Harris Model